# Nehren (Bade-Wurtemberg)
Pour l’article homonyme, voir Nehren (Rhénanie-Palatinat).
Nehren est une commune de Bade-Wurtemberg (Allemagne), située dans l'arrondissement de Tübingen, dans la région Neckar-Alb, dans le district de Tübingen.